# Nacionalni park Balatonsko gorje
Nacionalni park Balaton (mađarski: Balaton-felvidéki Nemzeti Park) nacionalni je park u Mađarskoj na sjevernoj strani jezera Balaton. 
Nacionalni park je osnovan 1997. godine i ima površinu od 56 997 hektara. Pejzaž uključuje bazalne padine izumrlih vulkana. Sastoji se od šest zaštićenih područja: Kis-Balaton (močvarno stanište), gorje Keszthely, zavala Tapolca (najljepši krajolici Mađarske), zavala Kali (najznačnije područje nacionalnoga parka), zavala Pécsely i poluotok Tihany. 
Kis-Balaton (Malo jezero Balaton) je močvarno područje s populacijom 250 vrsta ptica te zaštićeno Ramsarskom konvencijom. Šumoviti brežuljci Keszthely građeni su od dolomita i sadrže mnoge špilje. Zavale Tapolca, Kali i Pécsely formirani su od bazalta na obroncima ugaslih vulkana sa šumama, krškim fenomenima i stijenama kao što su: Kamenita vrata Badacsony. Na poluotoku Tihany su šume, jezera i stari gejzirski humci.

## Galerija
- Gorje Szent György
- Badacsonytomaj
- Kis-Balaton
- Jezero Hévíz